# Diocesi di Cime
La diocesi di Cime (in latino: Dioecesis Cymaea) è una sede soppressa del patriarcato di Costantinopoli e una sede titolare della Chiesa cattolica.

## Storia
Cime, identificabile con il villaggio di Namurtkoy presso Aliağa nell'odierna Turchia, è un'antica sede episcopale della provincia romana di Asia nella diocesi civile omonima. Faceva parte del patriarcato di Costantinopoli ed era suffraganea dell'arcidiocesi di Efeso.
La diocesi è documentata nelle Notitiae Episcopatuum del patriarcato di Costantinopoli fino al XII secolo.
Diversi sono i vescovi noti di questa antica sede. Il primo è Massimo, che prese parte al concilio di Efeso (431). Crisogono non fu presente al concilio di Calcedonia del 451, ma nell'ultima sessione fu rappresentato dal suo metropolita, Stefano di Efeso, il quale firmò gli atti per Crisogono tramite Esperio di Pitane. Mattia partecipò al concilio di Costantinopoli riunito nel 536 dal patriarca Mena per condannare Severo di Antiochia e i suoi sostenitori, l'ex patriarca Antimo, il monaco siriano Zoora e Pietro di Apamea.
Al concilio di Costantinopoli del 553 intervenne il vescovo Anatolio. Durante il concilio fu incaricato, assieme a Teodoro di Limira e Diogeniano di Sozopoli, di convincere quattro vescovi che soggiornavano nella capitale a recarsi al concilio; al suo ritorno, Anatolio dichiarò di aver fatto visita a Sabiniano di Zapara, ma di non essere riuscito a farlo venire al concilio. Il vescovo Stratonico partecipò al concilio di Nicea del 787.
La sigillografia ha restituito i nomi di due vescovi, Filoteo, il cui sigillo è attribuibile al X-XI secolo, e Teodoro, vissuto nell'XI secolo.
Dal XIX secolo Cime è annoverata tra le sedi vescovili titolari della Chiesa cattolica; la sede è vacante dal 9 febbraio 1994.

## Cronotassi

### Vescovi greci
- Massimo † (menzionato nel 431)
- Crisogono † (menzionato nel 451)
- Mattia † (menzionato nel 536)
- Anatolio † (menzionato nel 553)
- Stratonico † (menzionato nel 787)
- Filoteo † (X-XI secolo)
- Teodoro † (XI secolo)

### Vescovi titolari
- Carlo Quaroni † (8 ottobre 1894 - 20 gennaio 1896 deceduto)
- Orazio Mazzella † (21 febbraio 1896 - 24 marzo 1898 nominato arcivescovo di Rossano)
- Giuseppe Cigliano † (24 settembre 1898 - 20 agosto 1906 deceduto)
- Jeno Kránitz † (15 aprile 1907 - 12 luglio 1935 deceduto)
- Peter Leo Ireton † (3 agosto 1935 - 14 aprile 1945 succeduto vescovo di Richmond)
- James Donald Scanlan † (27 aprile 1946 - 31 maggio 1949 succeduto vescovo di Dunkeld)
- Urbain-Marie Person, O.F.M.Cap. † (3 luglio 1955 - 9 febbraio 1994 deceduto)